# Van Cliburn International Piano Competition
Der Van Cliburn International Piano Competition, kurz auch The Cliburn genannt, ist ein internationaler Klavierwettbewerb, der 1962, wenige Jahre nach dem Gewinn des Ersten Preises durch Van Cliburn beim Moskauer Tschaikowski-Wettbewerb 1958, ins Leben gerufen wurde. Er wird alle vier Jahre in Fort Worth, Texas, ausgetragen.  Im Jahr 1977 erfolgte der Beitritt in die World Federation of International Music Competitions. The Cliburn ruht auf den Schultern einer Gemeinschaft von Unterstützern – engagierten Einzelpersonen, Unternehmen, Stiftungen, Kunst-, Dienstleistungs- und Bildungsorganisationen. Über den eigentlichen Klavierwettbewerb hinaus bietet The Cliburn  Grundschulkindern eine partizipative Musikausbildung, Musikliebhabern den Zugang zu exzellenter Kunst und jungen Pianisten die Chance zur vollen Entwicklung ihres Potentials. Er setzt die Vision Van Cliburns fort, klassische Musik mit einem möglichst großen Publikum zu teilen und die friedensstiftende, völkerverbindende Kraft dieser Musik international zu nutzen.

## Geschichte
1958 kündigte Irl Allison, Gründerin der nationalen Gilde der Klavierlehrer der USA, die Auslobung eines Ersten Preises für einen Internationalen Klavierwettbewerb in Höhe von 10.000 US-Dollar an. Dieser Preis sollte nach Van Cliburn benannt werden.
Die Ankündigung setzte bei Musikliebhabern, bei führenden Persönlichkeiten in Fort Worth und bei Van Cliburn selbst enorme Energien frei. Freiwillige begannen für das Projekt Geld zu sammeln. Eine Reihe von Politikern, international bekannte Komponisten, Dirigenten, Musiker, Manager und professionelle Musikpädagogen schlossen sich der Bewegung an. Im Jahr 1961 wurde dann offiziell die Van Cliburn Foundation gegründet mit dem Ziel, einen internationalen Klavierwettbewerb von Weltrang in Fort Worth zu etablieren.
Der Erste Internationale Van Cliburn Klavierwettbewerb fand dann im Jahr 1962 statt. Der Cliburn Wettbewerb ermöglicht es den teilnehmenden Künstlern als einer der wenigen Wettbewerbe in der Welt, bei Gastfamilien in Fort Worth und Umgebung zu wohnen. Dies führte häufig zu lang anhaltenden Freundschaften. Die Gastfreundschaft des Südens der Vereinigten Staaten wurde so zum einzigartigen Markenzeichen dieses Wettbewerbes.

## Preisträger
| Jahr | Goldmedaille                                     | Silbermedaille                                        | Bronzemedaille         |
| 2025 | Aristo Sham                                      | Vitaly Starikov                                       | Evren Ozel             |
| 2022 | Yunchan Lim                                      | Anna Geniushene                                       | Dmytro Choni           |
| 2017 | Yekwon Sunwoo                                    | Kenneth Broberg                                       | Daniel Hsu             |
| 2013 | Vadym Kholodenko                                 | Beatrice Rana                                         | Sean Chen              |
| 2009 | Nobuyuki Tsujii und Haochen Zhang (zwei Preise)  | Yeol Eum Son                                          | nicht vergeben         |
| 2005 | Alexander Kobrin                                 | Joyce Yang                                            | Sa Chen                |
| 2001 | Stanislav Ioudenitch und Olga Kern (zwei Preise) | Maxim Philippov und Antonio Pompa-Baldi (zwei Preise) | nicht vergeben         |
| 1997 | Jon Nakamatsu                                    | Yakov Kasman                                          | Aviram Reichert        |
| 1993 | Simone Pedroni                                   | Valery Kuleshov                                       | Christopher Taylor     |
| 1989 | Alexei Sultanow                                  | José Carlos Cocarelli                                 | Benedetto Lupo         |
| 1985 | José Feghali                                     | Philippe Bianconi                                     | Barry Douglas          |
| 1981 | Andre-Michel Schub                               | Panayis Lyras und Santiago Rodriguez (zwei Preise)    | nicht vergeben         |
| 1977 | Steven De Groote                                 | Alexander Toradze                                     | Jeffrey Swann          |
| 1973 | Vladimir Viardo                                  | Christian Zacharias                                   | Michael James Houstoun |
| 1969 | Cristina Ortiz                                   | Minoru Nojima                                         | Mark Westcott          |
| 1966 | Radu Lupu                                        | Barry Lee Snyder                                      | Blanca Uribe           |
| 1962 | Ralph Votapek                                    | Nikolai Petrov                                        | Michail Woskressenski  |